# Renault Clio III RS
La Renault Clio III RS est une variante sportive de la Renault Clio III, produite par le constructeur automobile français Renault du 23 juin 2006 au 24 octobre 2012.

## Historique
Le projet Clio III Renault Sport Concept démarre à l'été 2005. Novembre 2005 voit le début de la production et juin 2006, le début de la commercialisation.
Les finitions « F1 Team R27 » et « Luxe » apparaissent en Avril 2007 ; la finition « World Series by Renault » en septembre 2007.
La phase 2 est lancée en mars 2009 et est disponible en trois finitions : Cup, Trophy et Luxe. Apparition de la couleur « vert alien » au catalogue. En novembre sont ajoutées les couleurs « gris asphalte » et « givre nacré ». Mars 2010 voit la modification des finitions : disparition de la Trophy, remplacée par la Cup, bien que cette finition ne soit pas la même que la Cup de mars 2009. En juin 2010 est commercialisée la finition Gordini.

### Arrêt et succession
La fin de production a lieu en octobre 2012.

## Les différentes versions

### Finitions (phase 1)

#### Clio Renault Sport
Il s'agit de la première version de la Clio 3 RS. Elle est reconnaissable à ses jantes gris clair.

#### F1 Team R27
Il s'agit d'une version plus sportive, équipée en série des baquets Recaro et du châssis Cup.
Le moteur ne subit pas de modifications.
Elle est reconnaissable à ses jantes de couleur anthracite, ses étriers de frein rouges et ses bandes latérales « Renault F1 team ».

#### Luxe
Cette finition ne présente pas de différences techniques par rapport à la version standard, seule la présentation change.
Les jantes sont à effet diamanté, les coques de rétroviseur sont gris clair, la sellerie cuir est de série et la présentation intérieure est modifiée.

#### World Series by Renault
Version d'entrée de gamme, l'équipement est réduit et la présentation simplifiée. Cette version dispose en série du châssis Cup et de jantes noires satinées. Cependant  les sièges baquets Recaro et l'aileron demeurent en option.
Elle inaugure un nouvel étagement de boîte, aux deux derniers rapports allongés, qui est généralisé à l'ensemble de la gamme.

### Finitions (phase 2, de janvier 2009 à mars 2010)

#### Cup
Cette version dépouillée dispose du châssis Cup et est allégée de 36 kg grâce au travail effectué sur la conception de certaines pièces : transmissions, armature des sièges, jantes, équipement intérieur.

#### Trophy
Version mieux équipée (climatisation, radio…), elle dispose des sièges baquet en série et du châssis Cup.
La suspension est aussi plus ferme qu'une version RS classique, et elle peut être équipée en option d'une ligne d'échappement Akrapovic ainsi que du RS Monitor.

#### Luxe
Cette version dispose des jantes BeBop à effet diamanté, de sièges en cuir, et l'installation Bluetooth et le GPS TomTom sont de série. Le châssis sport remplace le châssis Cup. Le diffuseur arrière devient gris, comme les rétroviseurs et la lame avant,.

### Finitions (phase 2, de mars 2010 à octobre 2012)

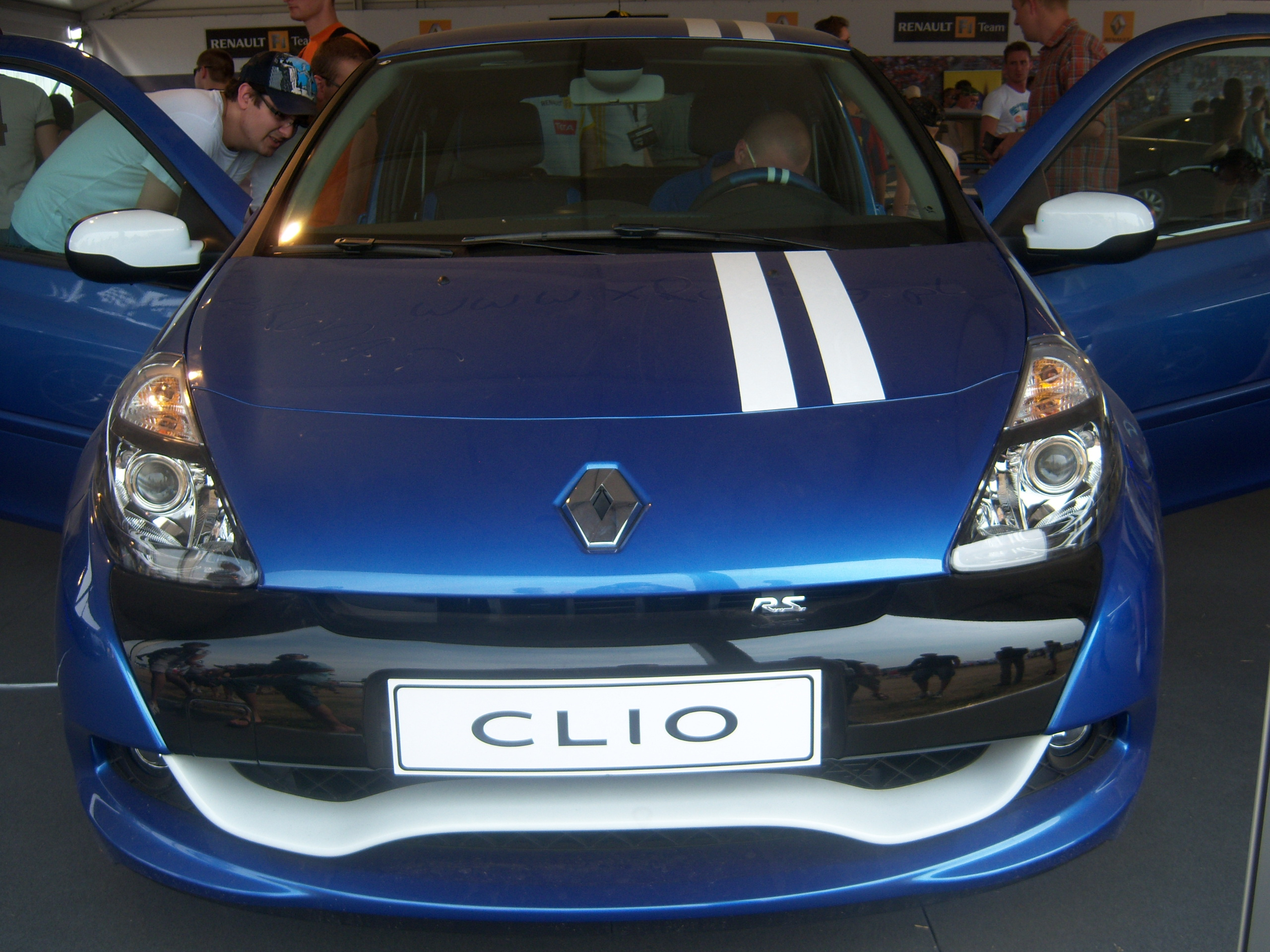
Renault Clio III RS Gordini.

La Clio III phase 2 est commercialisée à partir de mars 2010 et plusieurs finitions subissent des modifications à cette occasion.

#### Cup
Cette nouvelle finition remplace l'ancienne Trophy. Les baquets Recaro sont désormais en option, et le prix baisse de 1 000 €.
Un logo « RS » apparaît sur la calandre.

#### 20th
Destinée à fêter les vingt ans de la Clio, la présentation intérieure de cette finition diffère par la présence de badges 20th sur les seuils de porte, montants de portière, etc.
Elle est livrée en givre nacré avec le toit noir brillant en version RS.
Cette série est produite à 385 exemplaires, une plaque fixée sous le levier de frein à main indique le numéro dans la série.

#### Luxe
Cette finition ne connaît pas de modifications par rapport à la phase 1.

#### Gordini

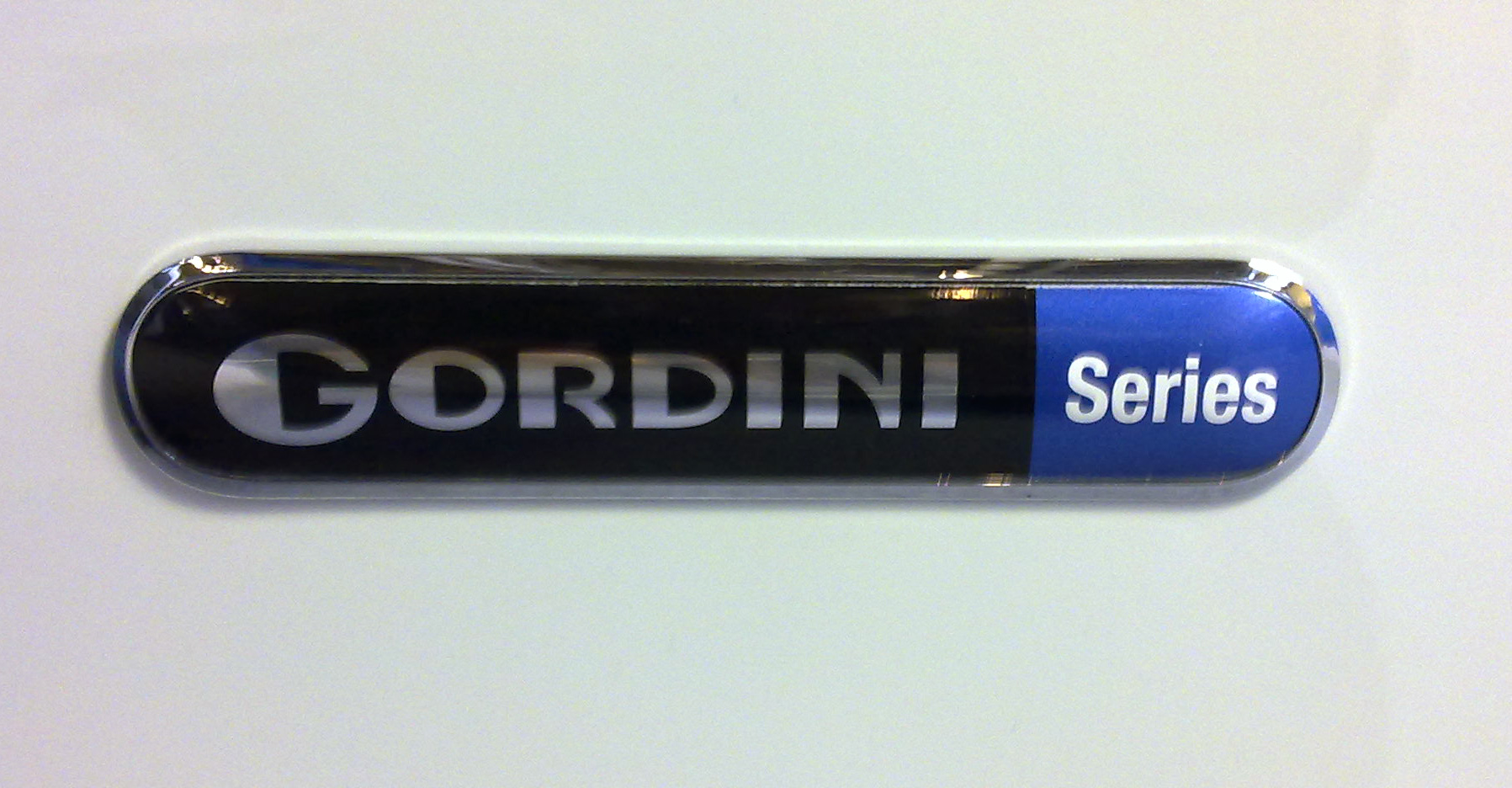
Logo Gordini sur peinture nacrée blanche.

Disponible à partir de juin 2010, cette finition inaugure une teinte bleue malte ornée de deux bandes blanches.
La présentation intérieure est modifiée : volant orné de deux bandes bleues, levier de vitesse Gordini, sièges en cuir avec couleurs spécifiques et une plaque fixée au niveau de la garniture de frein à main. Le moteur est lui inchangé, contrairement aux modèles historiques préparés par Gordini.

#### R. S. P.
Une version limitée de la Clio RS fait son apparition : annonciatrices de la Ange et démon et construites à la demande de Renault Sport et Renault Retail Group (distributeur Renault), quinze voitures en gris mat, peintes et construites à Dieppe, sont mises en vente à 28 000 € l'unité. Ces voitures sont une extension de la Clio RS Luxe (avec les options Bluetooth et Plug&Music) mais avec les baquets Recaro cuir de la Mégane 3 RS, le châssis Cup rabaissé de 3 cm, un amortissement taré plus raide, des étriers rouges, des jantes 17 pouces en noir brillant assorties aux rétroviseurs, et enfin becquet et diffuseurs arrière et avant.

#### Ange et démon
Disponible à partir de septembre 2011, cette version numérotée limitée à 666 exemplaires est disponible en rouge toro mat, gris hologramme mat ou givre nacré. Le toit et le becquet arrière sont peints en noir. Elle dispose de nouvelles jantes de Mégane R26-R en 18 pouces. La carte mains libres, la radio Bluetooth Plug & Music et la climatisation régulée sont en série. Le client peut en outre choisir entre l'option R.S. Monitor ou le système de navigation Carminat TomTom Live sans supplément de prix. Un logo « Ange & Démon » prend place sur le côté gauche du montant de custode arrière. Son prix est de 27 990 €.

### Les séries limitées

#### Red Bull Racing

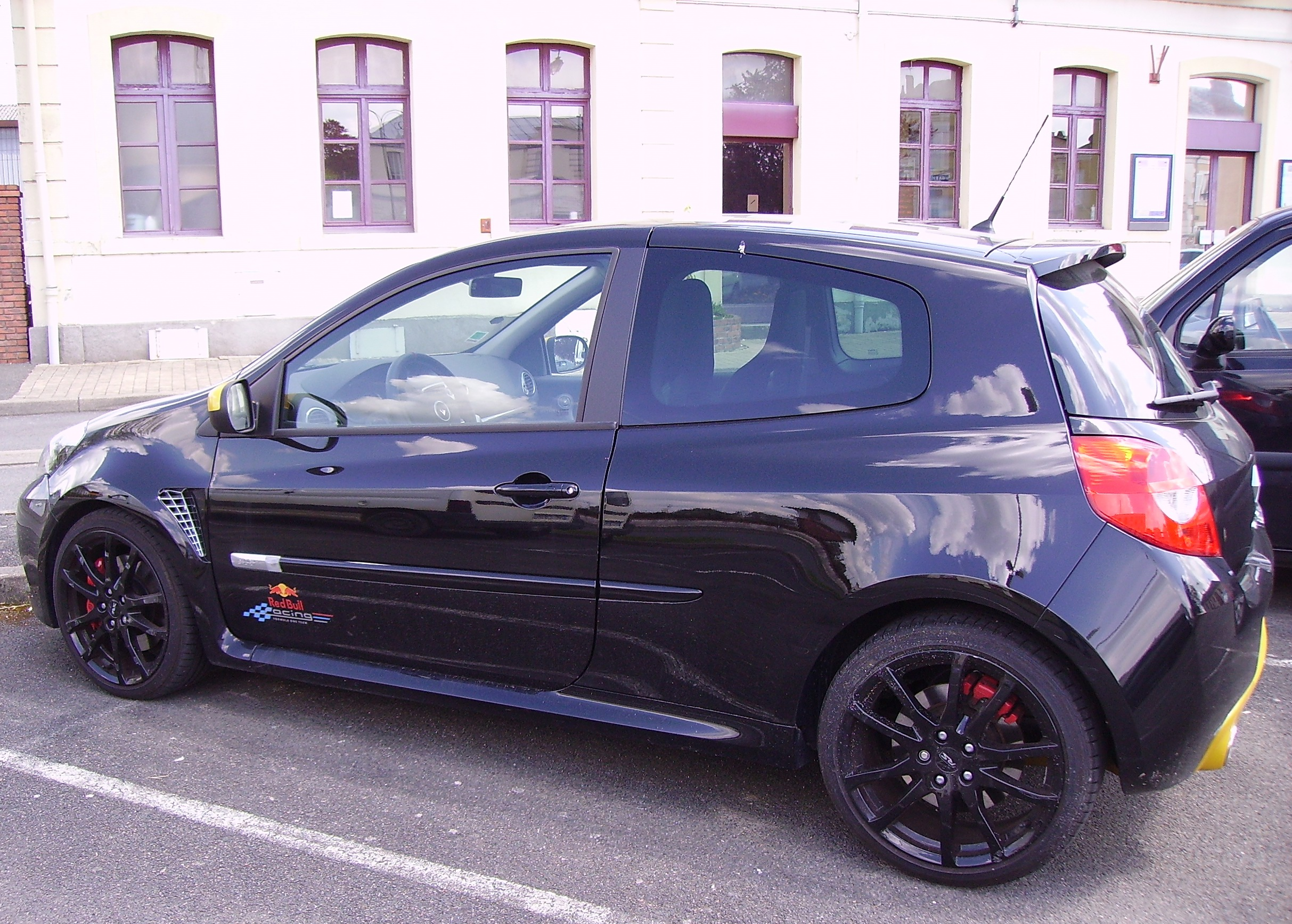
Clio RS Red Bull Racing RB7.

Destinée à fêter les deux titres de champion du monde de Formule 1 obtenus avec l'écurie Red Bull Racing en 2010 et en 2011, cette série spéciale dispose d'une présentation spécifique (peinture noire, et becquet et diffuseur peints en jaune) et de jantes issues de la Mégane R26-R, de 18 pouces de diamètre. Elle reçoit en équipements la climatisation régulée, le châssis Cup, la carte mains libres, les baquets Recaro, un pommeau « RS », une plaque numérotée et le système RS Monitor. Apparue en mars 2012, son prix est de 27 900 €.

## Caractéristiques

### Chaîne cinématique

#### Motorisations
La Clio III RS maintient les performances de la Clio II RS 172 ch (phases 1 et 2) mais affiche des chronos inférieurs par rapport à l'ultime évolution des Clio II, version développant 182 ch pour un poids plus faible.
| Modèle                        | Construction      | Moteur                      | Cylindrée         | Performance                    | Couple                 | 0 à 100 km/h | Vitesse maximale | Consommation et émissions de CO2 |
| ----------------------------- | ----------------- | --------------------------- | ----------------- | ------------------------------ | ---------------------- | ------------ | ---------------- | -------------------------------- |
| Renault Clio III RS (phase 1) | 06/2006 - 03/2009 | 4 cylindres en ligne F4R830 | 1 998 cm3 (2,0 L) | 145 kW (197 ch) à 7 250 tr/min | 215 N m à 5 550 tr/min | 6,9 s        | 225 km/h         | 8,4 L/100 km 209 g/km            |
| Renault Clio III RS (phase 2) | 03/2009 - 10/2012 | 4 cylindres en ligne F4R832 | 1 998 cm3 (2,0 L) | 149 kW (203 ch) à 7 500 tr/min | 215 N m à 5 400 tr/min | 6,9 s        | 235 km/h         | 8,4 L/100 km 195 g/km            |

#### Boîtes de vitesses

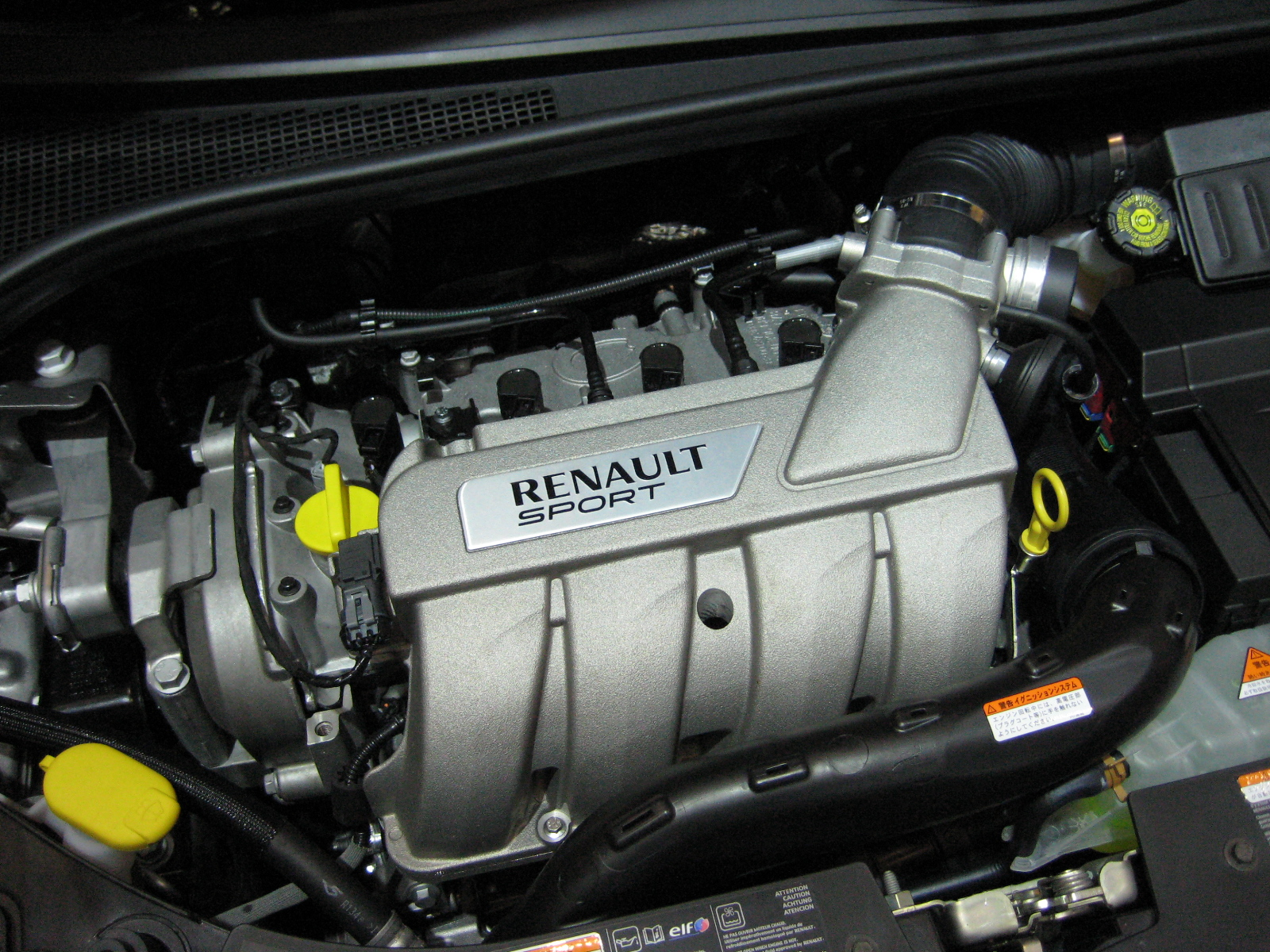
Le moteur 2.0 L 197 ch Renault F4R.

La Clio III RS dispose d'une transmission courte manuelle à six rapports. La puissance est transmise aux roues avant. Les deux derniers rapports sont rallongés en octobre 2007 dans le but de réduire les émissions de CO2 en cycle mixte de 199 à 190 g/km, et ainsi réduire le malus écologique à 750 € pour le marché français. Le régime moteur à 130 km/h en 6e passe de 4 200 à environ 3 900 tr/min. Lors du passage à la phase 2, les trois premiers rapports sont raccourcis.

### Mécanique
Toutes les versions et éditions sont fournies avec des pneumatiques Continental ContiSportContact 3 en dimension 215/45 R17 87W, sauf la série limitée Ange et démon et la Red Bull Racing RB7, fournies avec des Bridgestone RE050A 215/40/R18 89W.